# 志田音音
志田音音（1998年（平成10年）7月15日—）是日本艺人、寫真模特兒、女演员。出生于埼玉縣草加市。生島企劃室所属。

## 略历
2013年，荣获2014年的日本少女小姐亚军 。
2018年，与白木愛奈、岩崎果步一起担任《週刊朝日》（朝日新闻出版）的女大學生封面模特。
从2019年4月开始在靜岡第一電視台担任《食尚帥主廚！静冈Weather》，持续约1年的天气预报员。在同年秋季中首次亮相泳装写真。
从2020年12月开始，她开设YouTube频道『ねねまるちゃんねる』。截至2023年6月，该频道的订阅者数量突破3万人。
2022年3月23日毕业于成城大學。
同年12月5日，集英社举办的数字内容『グラジャパ!アワード2022』中获得最佳作品奖。
2022年，在朝日电视台特攝电视剧《假面騎士GEATS》中饰演櫻井沙羅。

## 人物
- 原本志向成为一名播音员，毕业于慶應義塾大學，目标是加入富士電視台。[9]
- 爱好包括收集各地的Hello Kitty商品、观赏动画和演藝以及跳舞。特长是弹钢琴、舞棒[10]。
- 三圍分别是胸围84cm、腰围57cm、臀围84cm[11]。
- 作为FM富士的节目《劇団サンバカーニバル》中担任常驻助理，并努力提升自己的厨艺。[12]
- 据说和职业高尔夫球手澀野日向子长得相似，本人也表示对被认为与澀野相似感到“高兴”。[13]
- 妹妹是演员志田琥珀[14]。虽然和妹妹相差6个学年，但人们认为音音更像妹妹，琥珀则像成熟稳重的姐姐[15]。据说在拍摄写真集时曾让妹妹琥珀帮忙想标题[16]。
- “日本最可爱的比基尼艺人”是她的宣传口号[17]。
- 2023年6月，首次担任一日警察署长的职务[18]。

## 演出作品
※粗體字為主要角色。

### 综艺节目・情报
- 食尚帥主廚！静冈Weather（2019年4月～2020年3月、靜岡第一電視台）
- 鬧鐘電視「早耳少女」（2021年4月～、富士電視台）[19]

### 电视剧
- 後宮婚。 （朝日放送電視台，2022年3月6日）- 饰 卡拉OK店员
- 難破MG5 第1集（2022年4月13日，富士电视台）
- 假面騎士GEATS（2022年9月4日～朝日電視台）- 饰 櫻井沙羅/假面骑士HAKUBI[8]

### 网络CM
- ソフトバンクペット保険 web限定CM スペシャルムービー「ハルとチカラ成長記録」篇（2016年4月 - 2017年3月）

### 网剧
- 假面騎士TYCOON meets 假面騎士SHINOBI（预定2023年发行，东映特摄粉丝俱乐部）-饰 櫻井沙羅[20]

### 舞台
- A Day in the Life（2020年1月15日 - 19日、新宿村LIVE）
- 舞台「歌劇少女！！」（2023年10月18日 - 22日，国民共济合作厅/Zero空间）-饰 渡邊更紗[21]

## 脚注
1. ↑  . ORICON NEWS. oricon ME. 2021-01-04  [2021-12-27]. （原始内容存档于2023-07-22）.
2. ↑  . AERA dot. 週刊朝日. 2018-08-28  [2021-12-27]. （原始内容存档于2023-07-22）.
3. ↑  . Smart FLASH/スマフラ［光文社週刊誌］. 光文社. 2020-10-16  [2021-12-27]. （原始内容存档于2023-07-22）.
4. ↑  . ORICON NEWS. oricon ME. 2019-10-07  [2021-12-27]. （原始内容存档于2023-07-22）.
5. ↑  @nenemaru0715.  (推文). 2023-06-07  [2023-06-08] –Twitter.
6. ↑  志田音々 [@nenemaru0715].  (推文). 2022-03-23  [2022-05-05] –Twitter.
7. ↑  集英社『週刊プレイボーイ』2022年12月19日No.51 213-216頁
8. 1 2  . シネマトゥデイ (株式会社シネマトゥデイ). 2022-08-14  [2022-08-14]. （原始内容存档于2023-07-22）.
9. ↑  . サンスポ. サンケイスポーツ. 2023-06-04  [2023-06-08]. （原始内容存档于2023-06-08）.
10. ↑  . モデルプレス. ネットネイティブ. 2020-11-09  [2021-12-26]. （原始内容存档于2023-07-22）.
11. ↑  . 日刊スポーツ. 日刊スポーツ新聞社. 2020-10-27  [2021-12-26]. （原始内容存档于2023-07-22）.
12. ↑  @nenemaru0715.  (推文). 2023-04-08  [2023-06-08] –Twitter.
13. ↑  . スポニチ Sponichi Annex. スポーツニッポン新聞社. 2019-09-13  [2021-12-26]. （原始内容存档于2023-07-22）.
14. ↑  . WEBザテレビジョン. KADOKAWA. 2021-11-23  [2021-12-26]. （原始内容存档于2023-07-22）.
15. ↑  集英社『週刊プレイボーイ』2022年7月4日号No.27 128頁
16. ↑  . 日刊スポーツ. 2022-07-16  [2022-07-16]. （原始内容存档于2023-07-22）.
17. ↑  . 日刊スポーツ. 2022-06-10  [2022-06-11]. （原始内容存档于2023-07-22）.
18. ↑  . スポーツ報知. 報知新聞社. 2023-06-15  [2023-06-15]. （原始内容存档于2023-07-22）.
19. ↑  . めざましテレビ. フジテレビ.   [2021-12-27]. （原始内容存档于2023-04-05）.
20. ↑  . 映画ナタリー. 2023-05-05  [2023-05-05]. （原始内容存档于2023-05-19）.
21. ↑  . ステージナタリー. ナターシャ. 2023-06-22  [2023-06-22]. （原始内容存档于2023-07-03）.